# مهیا (تگزاس)
مهیا، تگزاس(به انگلیسی: Mexia, Texas) شهری در ایالت تگزاس از ایالات جنوبی ایالات متحده آمریکا است. در سرشماری سال ۲۰۰۰، جمعیت این شهر ۶۵۶۳ نفر اعلام شد.